# Lantsjchoeti (gemeente)
Lantsjchoeti (Georgisch: ლანჩხუთის მუნიციპალიტეტი, Lantsjchoetis munitsipaliteti) is een gemeente in het westen van Georgië met 28.554 inwoners (2024) en een oppervlakte van 533 km². De gemeente ligt aan de Zwarte Zee in de regio Goeria, in het zuidelijke deel van het Colchis-laagland. De gelijknamige stad is het bestuurlijk centrum.

## Geschiedenis
Vanaf het uiteenvallen van het Koninkrijk Georgië in het begin van de 15e eeuw tot in de 19e eeuw behoorde het grondgebied van de huidige gemeente tot het Vorstendom Goeria. In 1829 werd Goeria via het Verdrag van Adrianopel uit 1829 door het Russische Rijk geannexeerd.

### In Russisch Rijk

Oetsjastok Lantsjchoeti (II) in het oejezd Ozoergeti van het Gouvernement Koetais.

Nadat de Russen ook vrijwel geheel West-Georgië onder controle hadden, werd het gebied bestuurlijk ingedeeld naar Russische maatstaven. Dit zou de basis leggen voor de moderne Georgische bestuurlijke indeling. In 1840 werd het Gouvernement Georgië-Imeretië opgericht dat geheel Georgië besloeg.
In 1846 werden Oost- en West-Georgië gescheiden, waarbij het westen als Gouvernement Koetais opgericht werd met daarbinnen het oejezd Ozoergeti dat geheel Goeria omvatte. Het oejezd werd onderverdeeld in drie gemeentelijke districten (oetsjastok, Russisch: yча́сток), waarvan het district Lantsjchoeti (Ланчхутскій участокъ, Lantsjchoetskiy oetsjastok) overeenkwam met de huidige gemeente Lantsjchoeti.
Nadat in 1841 al een opstand in Goeria had plaatsgevonden tegen het Russische gezag, vond er in 1902 een grote socialistische boerenopstand plaats tegen het tsaristische gezag, die begon in het dorp Nigoiti in Lantsjchoeti en zich over heel Goeria verspreidde. De rebelse Goeriaanse Republiek werd uitgeroepen, maar deze werd uiteindelijk na de Russische revolutie van 1905 neergeslagen.

### Vorming gemeente
In 1930 werd het oetsjastok Lantsjchoeti door het Sovjet-bestuur omgevormd tot een rajon (district). In het begin van de jaren zestig van de 20e eeuw werd de oppervlakte van het district vergoot: een deel van het gebied rond de rivier Soepsa werd van het rajon Ozoergeti naar Lantsjchoeti overgeheveld. In het onafhankelijke Georgië werd het district in 1995 onderdeel van de nieuw opgerichte regio (mchare) Goeria en in 2006 werd het district omgevormd naar een gemeente (municipaliteit).

## Geografie

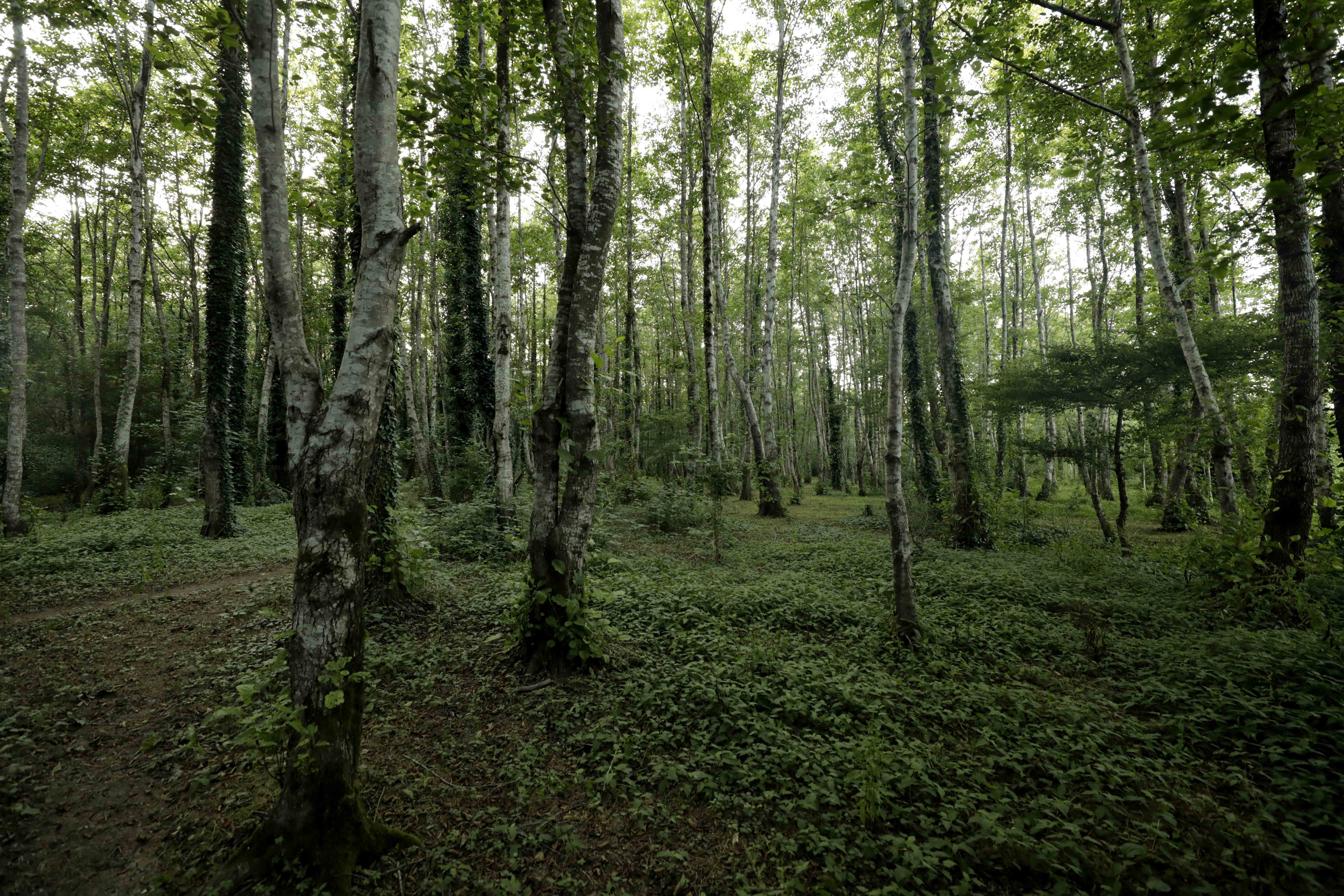
In het noorden van de gemeente ligt het Nationaal park Kolcheti, een drasland met unieke regenwouden.

Lantsjchoeti grenst in het noorden aan de regio Samegrelo-Zemo Svaneti (gemeenten Poti, Chobi, Abasja en Senaki), in het noordoostelijke puntje aan de gemeente Samtredia in de regio Imereti, in het oosten aan Tsjochataoeri, en in het zuiden aan Ozoergeti. De Zwarte Zee ligt aan de westkant.
Het grootste deel van de gemeente ligt in het zuidelijke deel van het Colchis-laagland, en is onderdeel van de Rioni-riviervallei, de voornaamste rivier van West-Georgië. Het zuiden van de gemeente wordt begrensd door het Goeriagebergte, een bescheiden bergrug dat een noordelijke uitloper is van het Meschetigebergte en niet hoger reikt dan 600-700 meter boven zeeniveau. Het hoogste punt van de gemeente is de Talacha van 660 meter boven zeeniveau.
De grootste rivier van Goeria, de Soepsa, mondt in de gemeente in de Zwarte Zee uit, bij het dorp Grigoleti. In het noordoostelijke deel van de gemeente ligt het Nationaal park Kolcheti, een wetland dat onderdeel is van het Colchis Regenwouden en Wetlands, een UNESCO Werelderfgoed.

## Demografie
Begin 2024 telde de gemeente Lantsjchoeti 28.554 inwoners, een daling van 6,5% ten opzichte van de volkstelling van 2014. Ook het aantal inwoners van de stad Lantsjchoeti daalde, een trend die voor de hele regio Goeria geldt.
| Gemeente Lantsjchoeti                                                   | - | -     | -     | 40.031 | 40.246 | 40.890 | 41.891 | 40.507 | 31.486 | 30.152 | 28.554 |  |  |  |
|                                                                         |   |       |       |        |        |        |        |        |        |        |        |  |  |  |
| Lantsjchoeti                                                            | - | 3.709 | 4.153 | 6.738  | 7.837  | 6.506  | 9.021  | 7.873  | 6.395  | 6.304  | 6.213  |  |  |  |
| Verantwoording data: Bevolkingsstatistiek Georgië 1897 tot heden. Noot: |   |       |       |        |        |        |        |        |        |        |        |  |  |  |

### Etniciteit en religie

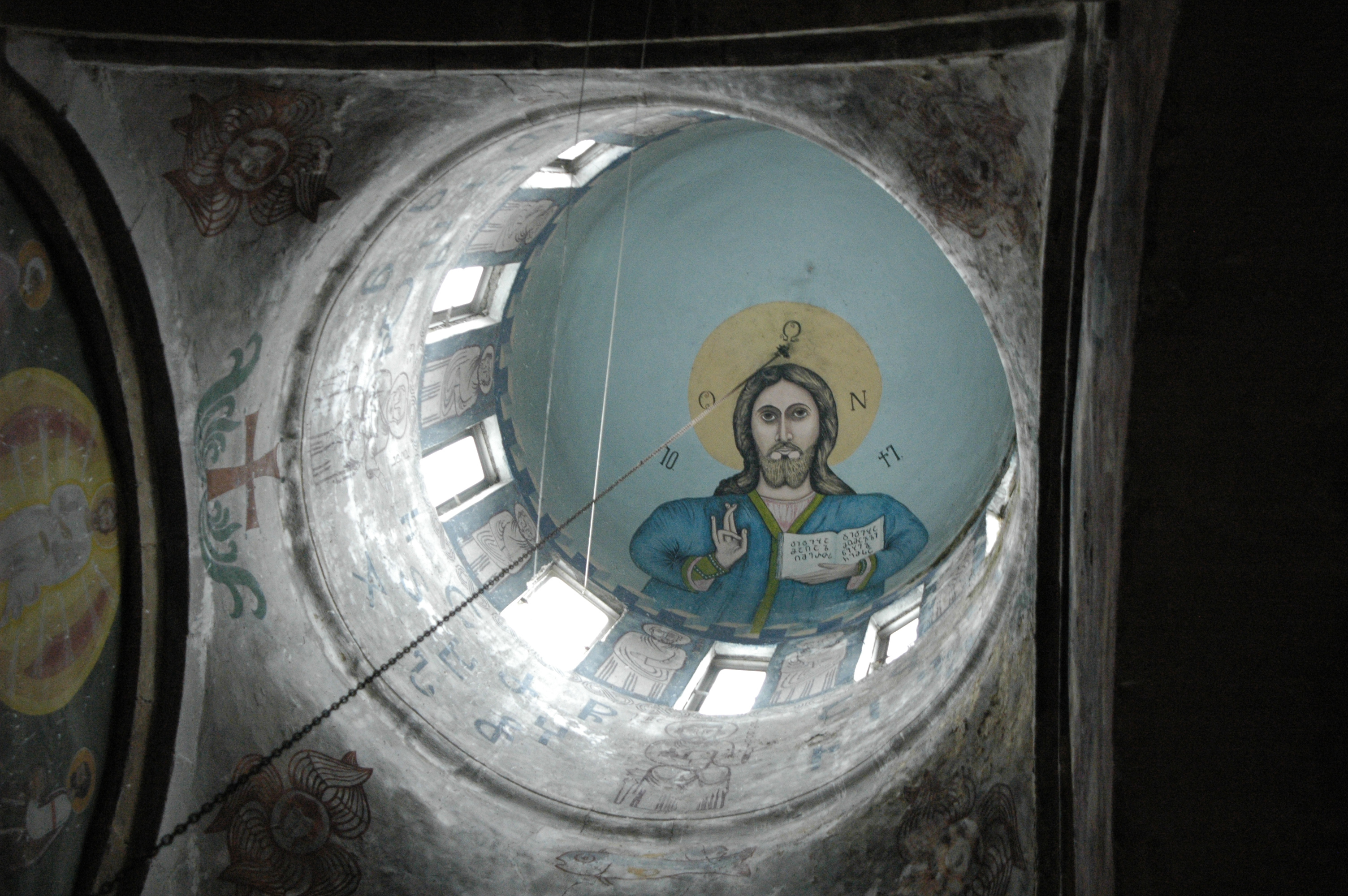
Kerk van Dzjichetiklooster

Lantsjchoeti is praktisch mono-etnisch Georgisch (98,9%) met ruim 100 Armeniërs en Russen elk en nog enkele andere minderheden in geringe aantallen. De bevolking van Lantsjchoeti bestaat voor bijna 90% uit orthodox christelijke Georgiërs, gevolgd door islamitische Georgiërs (Adzjaren). Deze laatste groep, die ongeveer 9% groot is, is een erfenis uit de Ottomaanse overheersing van Adzjarië en delen van Goeria waar in de 18e en 19e eeuw gedwongen islamisering plaatsvond. Verder zijn er kleine gemeenschappen van enkele tientallen Armeens-Apostolisch gelovigen, jehova's en protestanten.

## Administratieve onderverdeling
De gemeente Lantsjchoeti is administratief onderverdeeld in 15 gemeenschappen (თემი, temi) met in totaal 55 dorpen (სოფელი, sopeli) en één stad (ქალაქი, kalaki).
- stad: Lantsjchoeti, bestuurlijk centrum gemeente;
- dorpen: in totaal 55, waaronder Tsjantsjati, Mamati, Nigoiti en Soepsa.

## Bestuur

Gemeentelijk centrum Lantsjchoeti

De gemeenteraad van Lantsjchoeti (Georgisch: საკრებულო, sakreboelo) wordt elke vier jaar gekozen in een gemengd kiesstelsel. Een deel wordt via enkelvoudige kiesdistricten gekozen en een deel via evenredige vertegenwoordiging van gesloten partijlijsten, waarvoor een kiesdrempel geldt van drie procent.
| Partij | Partij                             | 2014 | 2017 | 2021 |
| ------ | ---------------------------------- | ---- | ---- | ---- |
|        | Georgische Droom (GD)              | 20   | 27   | 20   |
|        | Verenigde Nationale Beweging (UNM) | 2    | 2    | 4    |
|        | Overige partijen                   | 9    | 3    | 3    |
| Totaal | Totaal                             | 31   | 32   | 27   |

## Vervoer

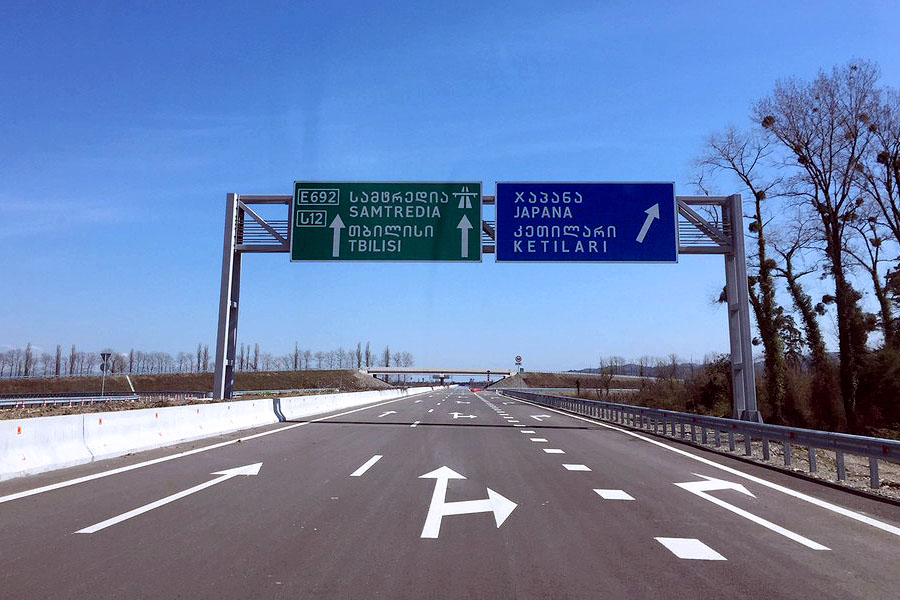
De autosnelweg door Lantsjchoeti.

De gemeente is verbonden met Batoemi en Tbilisi door de Georgische internationale hoofdweg S12 (E692). Langs de Zwarte Zeekust loopt de S2 / E70 (Poti - Batoemi) door de gemeente. Verder zijn er enkele regionale noord-zuid verbindingen in de gemeente die de Rioni vallei door het Meschetigebergte verbinden met de regiohoofdstad Ozoergeti. Sinds 1883 loopt de Samtredia - Batoemi spoorlijn door de gemeente.